# Куничник волохатий
Куничник волохатий (Calamagrostis villosa) - вид квіткових рослин родини злакових (Poaceae), природно поширений у Європі. Гемікриптофіт.

## Опис
Вид багаторічний дернинний злак з коротким кореневищем 60–100 см і довгим стеблом — соломиною. Її язичок (ligula) шорсткий, плівчастий, не запушений, довжиною 3–5 мм. Листкові пластинки шириною 3–8 мм, — запушені та волосисті в нижній частині. Волоть відкрита, суцвіття лінійні, завдовжки 8–20 см і 3–6 см завширшки з шорсткими відгалуженнями. Колоски клиноподібні, розміром 4–6 мм. Вони несуть одну родючу квіточку, яка має запушений калюс. Колоскові луски вузьколанцетні, загострені, у півтора раза довші від нижньої квіткової лусочки.

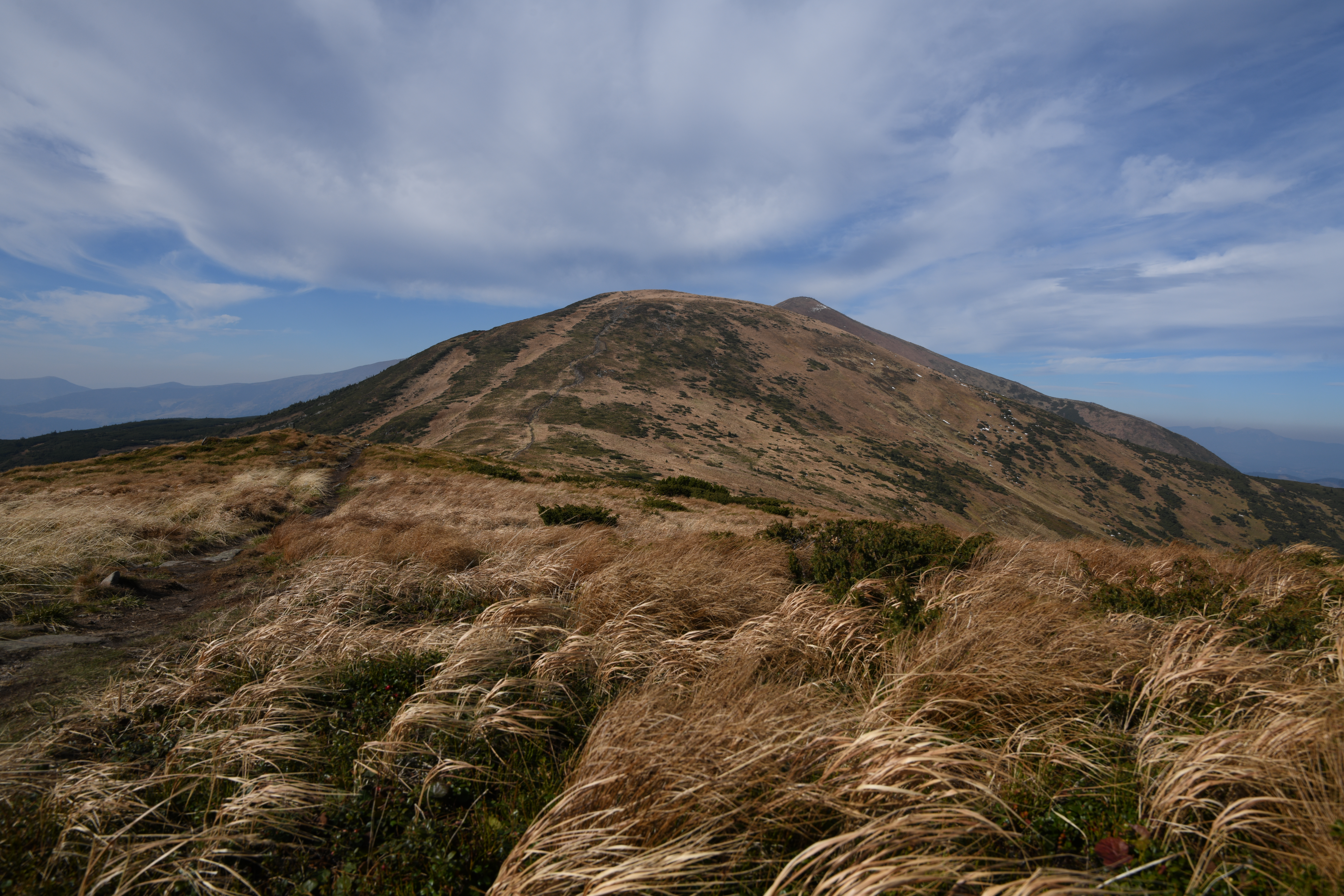
Куничник волохатий між чорницею на г. Пожижевській, жовтень 2019

Плодова лусочка безкілева, плівчаста, довгаста, має 2,5–3,5 мм завдовжки. Сама лусочка має загострену верхівку, а основна лусочка має Остюк 0,5–0,6 мм на верхівці і має розмір 1–2 мм. Вид також має плівчасті, ланцетні колоскові луски, загострені на кінці, верхня з яких має такі самі розміри, що й колосок. Остюк 0,5 мм завдовжки, волосоподібний. Оцвітина складається з двох лодикул і двох приймочок з трьома тичинками . Ці плоди є зернівками з додатковим перикарпом і точковим рубчиком.
В Україні росте в субальпійському та альпійському поясах Карпат на високогірних луках — полонинах, у заростях стелюха вільхи зеленої, а також на галявинах і вирубках при верхній межі лісу